# Symphogear
Symphogear, aussi connu sous le nom Senki zesshō Symphogear (戦姫絶唱シンフォギア, Senki zesshō Shinfogia, littéralement « Superbe chanson des Valkyries: Symphogear »), est une série télévisée d'animation japonaise produite par Satelight, diffusée initialement entre janvier et mars 2012 sur Tokyo MX. Une deuxième saison, Senki zesshō Symphogear G, est diffusée entre juillet et septembre 2013, et une troisième saison, Senki zesshō Symphogear GX, est diffusée entre juillet et septembre 2015.

## Synopsis
Menacée d'extinction par des entités extraterrestres appelées Noise, l'humanité essaie de faire face à ces envahisseurs. Alors que les armes conventionnelles ne les atteignent pas, d'anciennes reliques sacrées, les Symphogear, apparaissent comme étant le seul moyen permettant de les éliminer. Considérées comme des idoles aux yeux du grand public, Kanade et Tsubasa sont en réalité des Valkyries qui combattent les Noise à l'aide de leur chant. Lors d'un concert qui tourne court après une attaque surprise, Hibiki, une jeune adolescente pleine de vie, va devenir par accident la détentrice d'une de ces armures magiques. Deux ans plus tard, se retrouvant au cœur de la lutte pour la survie de l'humanité, elle apprendra à utiliser sa nouvelle force pour protéger ceux qu'elle aime.

## Personnages

### Personnages principaux
Hibiki Tachibana (立花 響, Tachibana Hibiki)
Voix japonaise : Aoi Yūki
Tsubasa Kazanari (風鳴 翼, Kazanari Tsubasa)
Voix japonaise : Nana Mizuki
Chris Yukine (雪音 クリス, Yukine Kurisu)
Voix japonaise : Ayahi Takagaki
Miku Kohinata (小日向 未来, Kohinata Miku)
Voix japonaise : Yuka Iguchi
Kanade Amou (天羽 奏, Amō Kanade)
Voix japonaise : Minami Takayama
Maria Cadenzavna Eve (マリア・カデンツァヴナ・イヴ, Maria Kadentsavuna Ivu)
Voix japonaise : Yōko Hikasa
Shirabe Tsukuyomi (月読 調, Tsukuyomi Shirabe)
Voix japonaise : Yoshino Nanjō (en)
Kirika Akatsuki (暁 切歌, Akatsuki Kirika)
Voix japonaise : Ai Kayano

### 2nd Division Mobile Disaster Response Corps (S.O.N.G)
Genjūrō Kazanari (風鳴 弦十郎, Kazanari Genjūrō)
Voix japonaise : Hideo Ishikawa
Shinji Ogawa (緒川 慎次, Ogawa Shinji)
Voix japonaise : Sōichirō Hoshi
Aoi Tomosato (友里 あおい, Tomosato Aoi)
Voix japonaise : Asami Seto
Sakuya Fujitaka (藤尭 朔也, Fujitaka Sakuya)
Voix japonaise : Kenji Akabane
Elfnein (エルフナイン, Erufunain)
Voix japonaise : Misaki Kuno

### Antagonistes
Ryōko Sakurai (櫻井 了子, Sakurai Ryōko) / Finé (フィーネ, Fīne)
Voix japonaise : Miyuki Sawashiro
Dr. Ver (ウェル博士, Ueru-hakase)
Voix japonaise : Tomokazu Sugita
Carol Mars Dienheim (キャロル・マールス・ディーンハイム, Kyaroru Maarusu Dīnhaimu)
Voix japonaise : Inori Minase
Phara Suyūf (ファラ・スユーフ, Fara Suyūfu)
Voix japonaise : Masumi Tazawa
Leiur Darāhim (レイア・ダラーヒム, Reia Darāhimu)
Voix japonaise : Shizuka Ishigami
Garie Tūmān (ガリィ・トゥーマーン, Garyi Tūmān)
Voix japonaise : Michiyo Murase
Micha Jawkān (ミカ・ジャウカーン, Mika Jaukān)
Voix japonaise : Shiori Izawa

### Autres personnages
Yumi Itaba (板場 弓美, Itaba Yumi)
Voix japonaise : Chinatsu Akasaki
Kuriyo Andō (安藤 創世, Andō Kuriyo)
Voix japonaise : Mikako Komatsu
Shiori Terashima (寺島 詩織, Terashima Shiori)
Voix japonaise : Nao Tōyama
Masahito Shibata (斯波田 賢仁, Shibata Masahito)
Voix japonaise : Hidekatsu Shibata
Serena Cadenzavna Eve (セレナ・カデンツァヴナ・イヴ, Serena Kadentsavuna Ivu)
Voix japonaise : Yui Horie
Professeure Nastassja (ナスターシャ教授, Nasutāsha-kyouju)
Voix japonaise : Kikuko Inoue
Izak Mars Dienheim (イザーク・マールス・ディーンハイム, Izāku Maarusu Dienheimu)
Voix japonaise : Kōichi Tōchika

## Anime

### Senki zesshō Symphogear
Senki zesshō Symphogear est réalisée au sein des studios Encourage Films et Satelight par Tatsufumi Itō, sur un scénario original de Akifumi Kaneko et des compositions de Noriyasu Agematsu d'Elements Garden. Elle est diffusée initialement du 6 janvier au 30 mars 2012.

### Senki zesshō Symphogear G
La deuxième saison, Senki zesshō Symphogear G, est réalisée par Katsumi Ono, qui prend la place de Tatsufumi Itō. Elle est diffusée initialement du 4 juillet au 26 septembre 2013.

### Senki zesshō Symphogear GX
La troisième saison, Senki zesshō Symphogear GX, est réalisée par la même équipe que la deuxième saison. Elle est diffusée initialement du 3 juillet au 25 septembre 2015
Dans les pays francophones, la troisième saison est diffusée en simulcast par Crunchyroll, qui propose également la première saison à partir de septembre 2015.